# Johannes Driesch

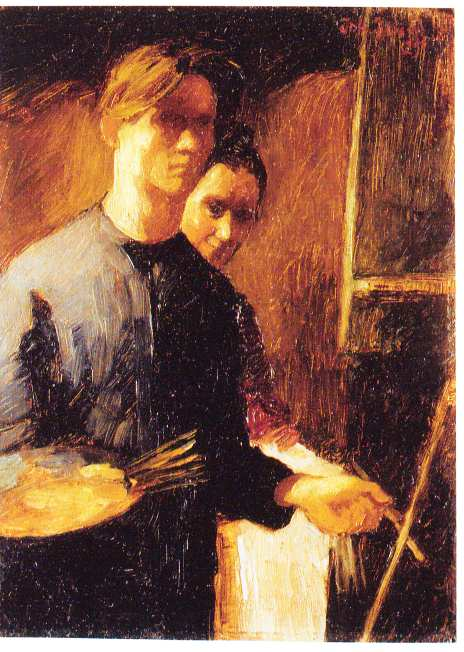
Selbstbildnis mit Frau (1925)

Johannes Driesch (geboren 21. November 1901 in Krefeld; gestorben 18. Februar 1930 in Erfurt) war ein deutscher Maler, Grafiker, Keramiker und Bucheinbandgestalter.

## Leben
Johannes Driesch war ein Kind einer vielköpfigen Arbeiterfamilie. Er begann in Krefeld eine Lehre als Steinmetz und besuchte dann für drei Semester die Kunstgewerbeschule Krefeld. Er studierte ab 1919 am Staatlichen Bauhaus Weimar im Vorkurs bei Johannes Itten und bei Lyonel Feininger. 1920 ging er in die Keramische Werkstatt des Bauhauses nach Dornburg, die unter der Leitung von Gerhard Marcks und Max Krehan stand. Driesch heiratete 1921 die Bauhausstudentin Lydia Driesch-Foucar (1895–1980), sie hatten vier Kinder, weshalb sie ihr Studium beenden und durch Lohnarbeit den Familienunterhalt bestreiten musste.
1922 gab er die Töpferei auf und wandte sich mit Förderung von Marcks und Walter Kaesbach der freien Kunst zu. Driesch suchte seinen eigenen Stil durch das Studium und das Kopieren alter Meister. 1928 bezog er in Frankfurt am Main ein Atelier im Deutschherrenhaus. Driesch starb 1930 während eines Arbeitsaufenthalts in Erfurt.
1937 wurde in der Nazi-Aktion „Entartete Kunst“ nachweislich achtzehn seiner Bilder aus öffentlichen Sammlungen beschlagnahmt, die meisten vernichtet.
In Erinnerung an Driesch wurden 1947 auf der 1. Landesausstellung Bildender Künstler Thüringens in Erfurt drei seiner Werke ausgestellt.

## 1937 als "entartet" aus öffentlichen Sammlungen beschlagnahmte Werke

### Tafelbilder
- Selbstbildnis mit Zipfelmütze (Öl auf Leinwand, 1921; Städtische Kunstsammlung Duisburg; Verbleib ungeklärt)
- Selbstbildnis (Öl auf Pappe, 50,5 × 38,5 cm, 1925; Museum für Kunst und Heimatgeschichte Erfurt; Verbleib ungeklärt)[5]
- Konzert (Öl auf Leinwand, 1927; Kunstsammelstelle Frankfurt am Main; vernichtet)[6]
- Straßensängerin (1927; Museum Behnhaus, Lübeck; 1940 zur „Verwertung“ auf dem Kunstmarkt an den Kunsthändler Bernhard A. Böhmer. Verbleib ungeklärt)[7]

- Die Heilige Katharina (Öl auf Leinwand, 97 × 72 cm, 1929; Museum für Kunst und Heimatgeschichte Erfurt; vernichtet)[8]

### Druckgrafik
- Familie am Tisch (Radierung, 27 × 21,5 cm, 1922; Museum für Kunst und Heimatgeschichte Erfurt; vernichtet)
- Hirtenfamilie/Die Heilige Nacht (Radierung, 17 × 22 cm, 1924; Museum für Kunst und Heimatgeschichte Erfurt; vernichtet)[9]
- Amazonenkampf (Lithografie, 46,2 x 60,6 cm, 1925; Museum für Kunst und Heimatgeschichte Erfurt; vernichtet)
- Der Töpfer und sein Schutzengel (Radierung, 29 × 23 cm, 1929; Museum für Kunst und Heimatgeschichte Erfurt; vernichtet)
- Die Freunde (Radierung, 18 × 23 cm, 1929; Museum für Kunst und Heimatgeschichte Erfurt; vernichtet)
- Selbstbildnis (Radierung; Museum Behnhaus, Lübeck; vernichtet)
- Familie am Tisch (Museum Behnhaus, Lübeck; vernichtet)

### Zeichnungen
- Segnender Christus (Museum Behnhaus, Lübeck; 1940 zur „Verwertung“ auf dem Kunstmarkt an Bernhard A. Böhmer. Verbleib ungeklärt)[10]
- Mutter und Kind (Tusche, 30,5 × 21 cm, 1922; Museum für Kunst und Heimatgeschichte Erfurt; vernichtet)
- Der Künstler und seine Familie (Feder, 32 × 21 cm, 1923; Museum für Kunst und Heimatgeschichte Erfurt; vernichtet)
- Familie und Liebespaar (Feder, 34 × 32 cm, 1923; Museum für Kunst und Heimatgeschichte Erfurt; vernichtet)
- Selbstbildnis (Bleistift, 30,5 × 21 cm, 1924; Museum für Kunst und Heimatgeschichte Erfurt; vernichtet)
- Bildnis der Frau des Künstlers (Bleistift, 34 × 21,5 cm, 1924; Museum für Kunst und Heimatgeschichte Erfurt; vernichtet)

Bilder
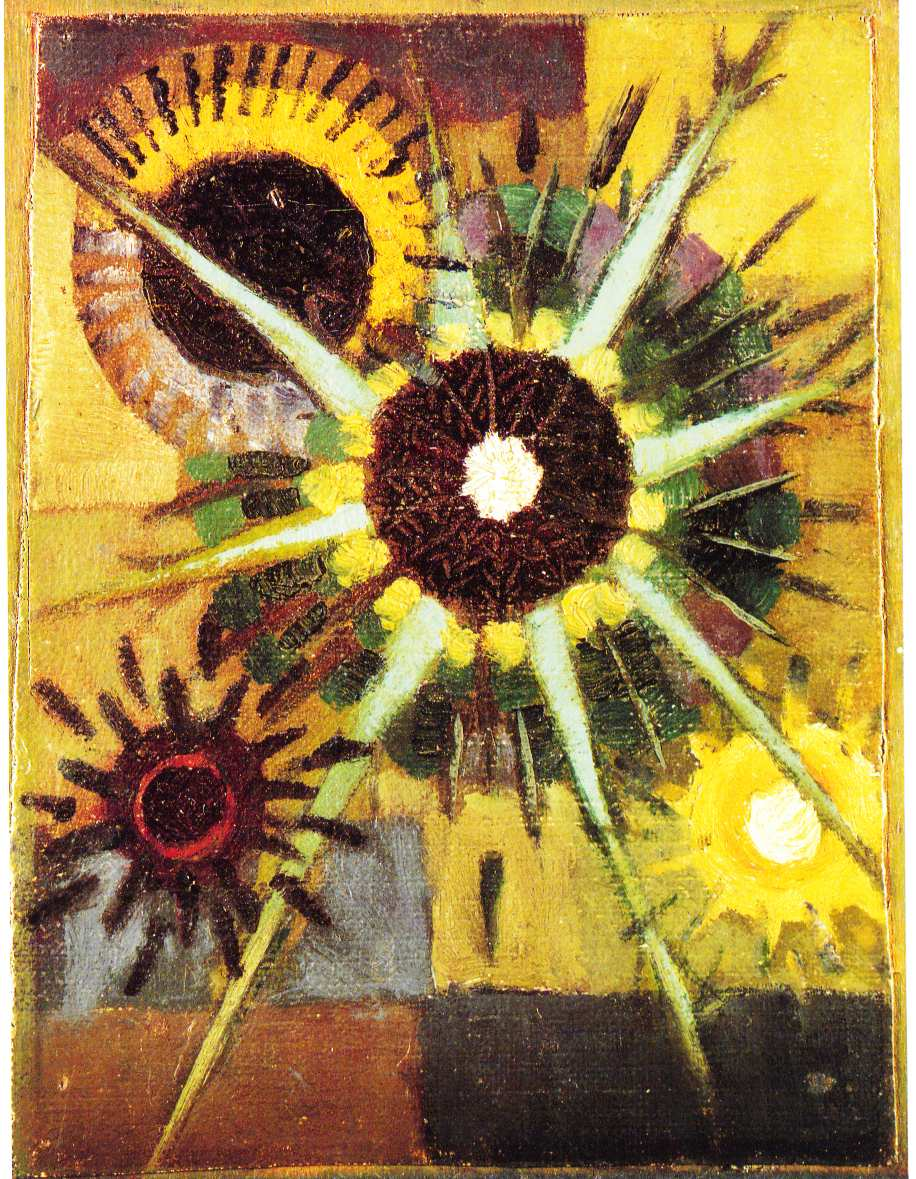
Distel (1920)
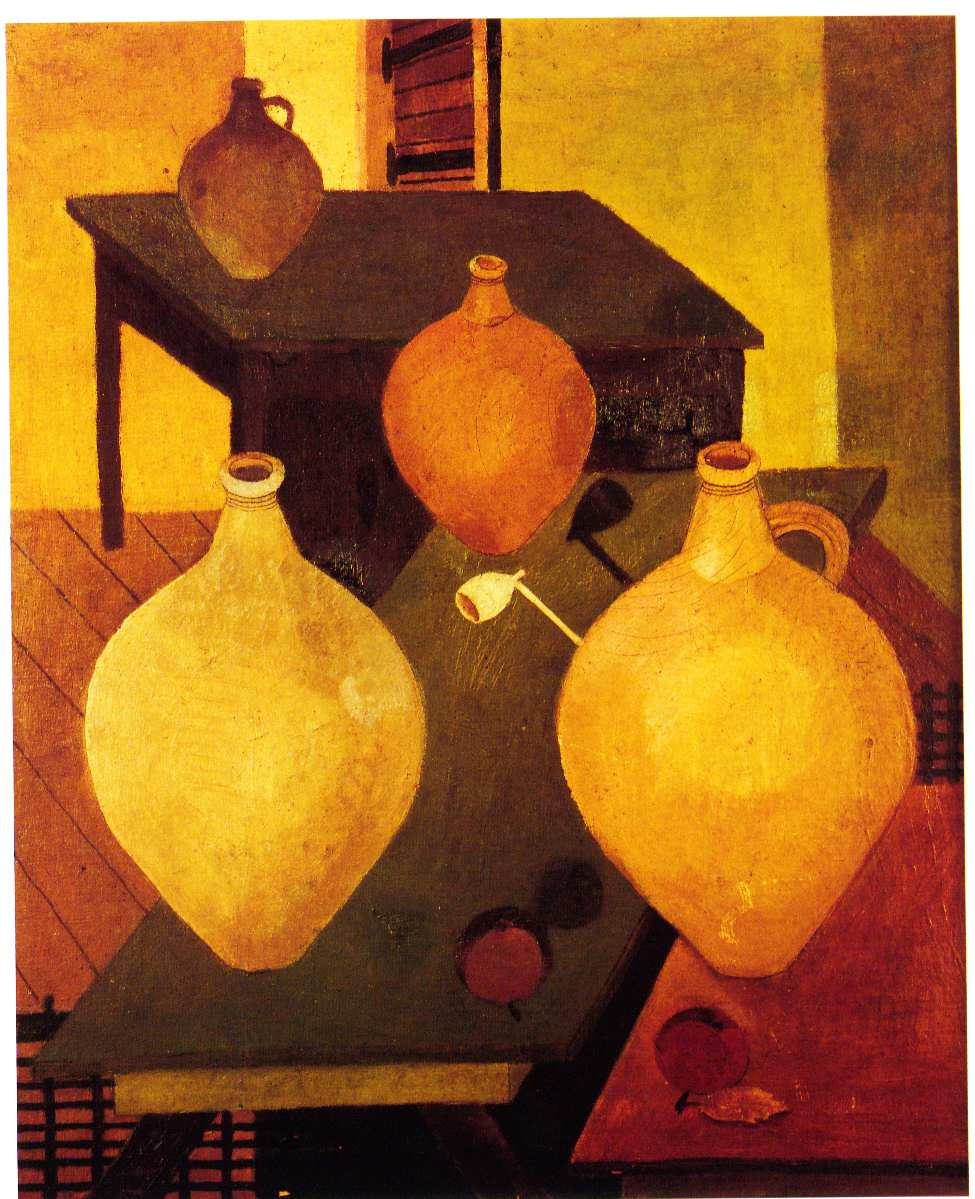
Topfstillleben (1920)
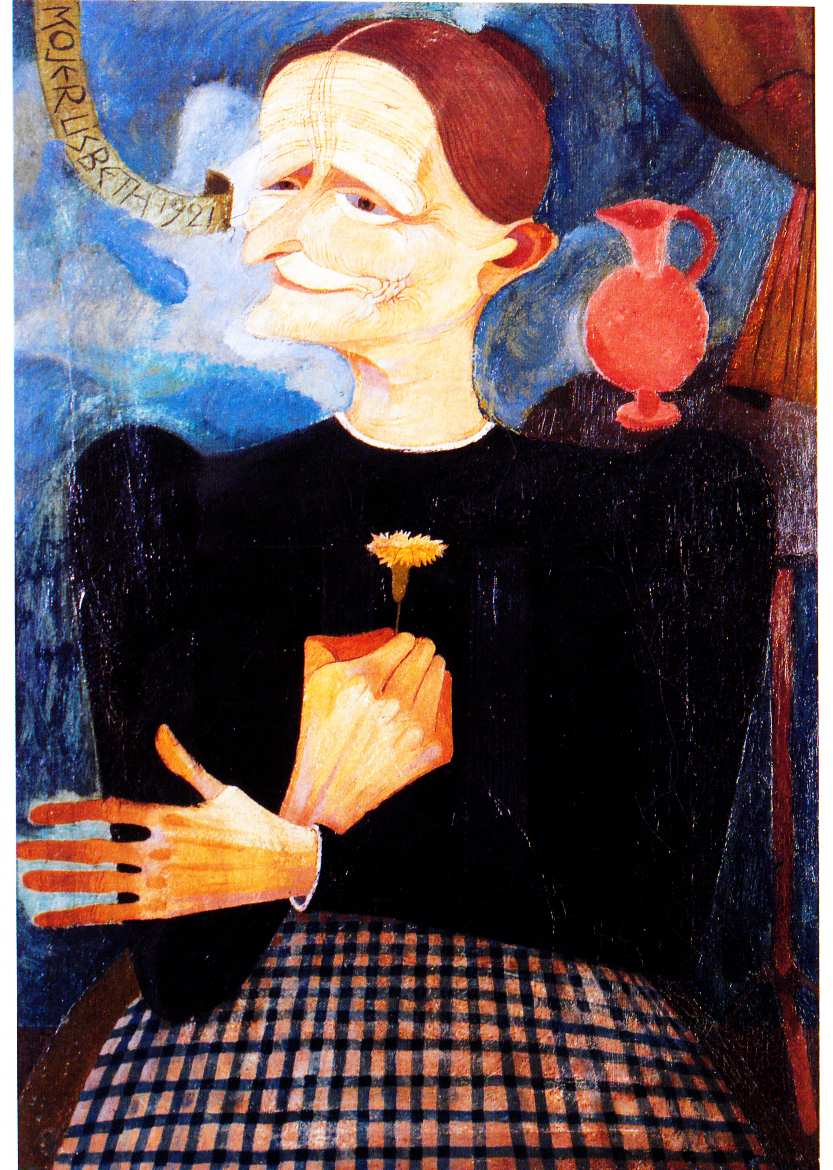
Mojer Lisbeth 1921
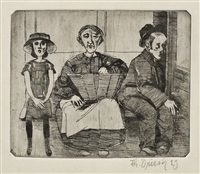
Im Eisenbahnwagen (1923)
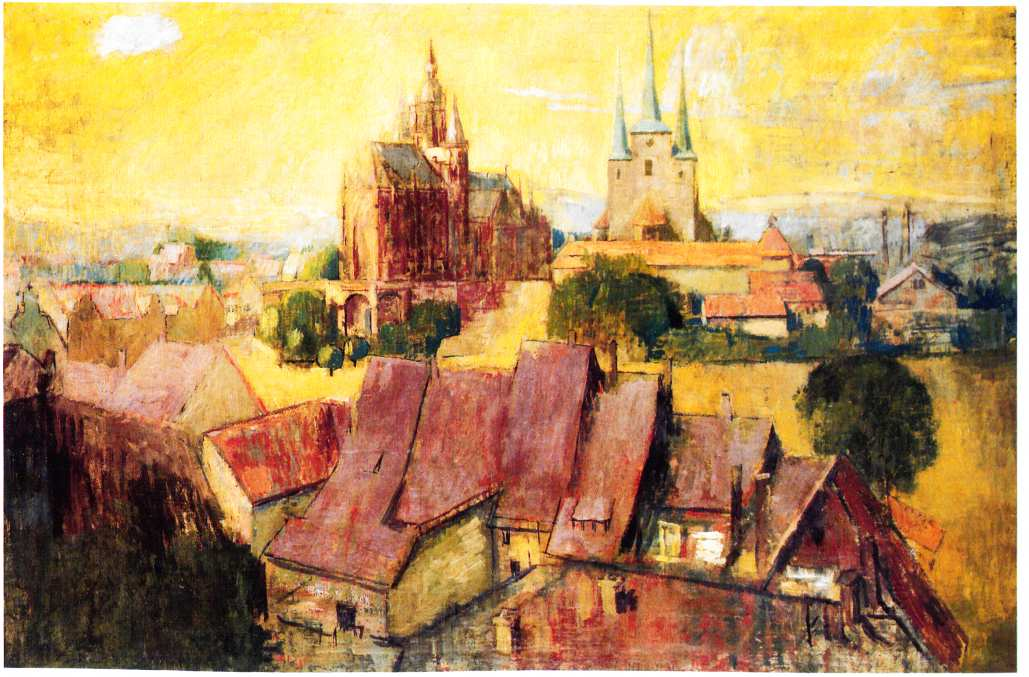
Erfurt (1929)
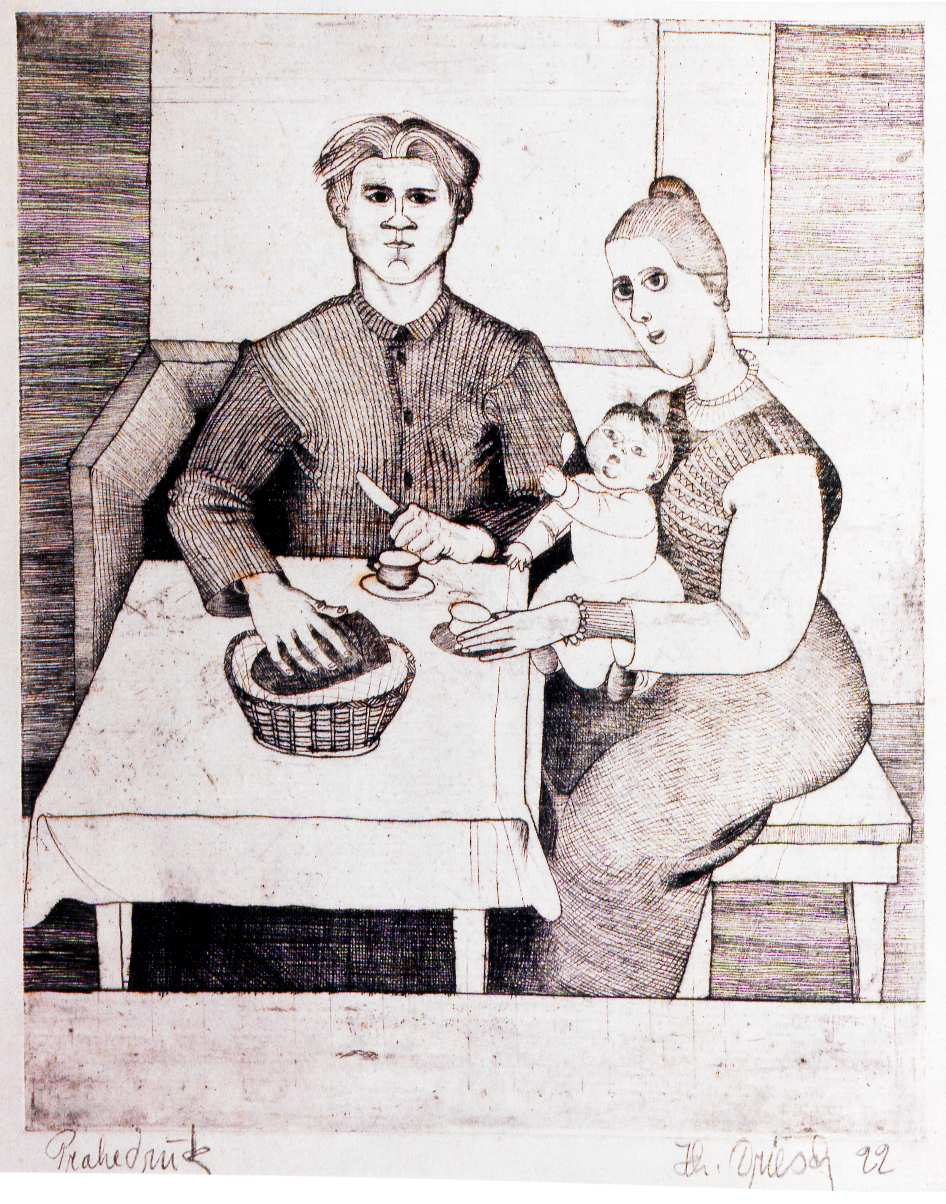
Familie (1922)
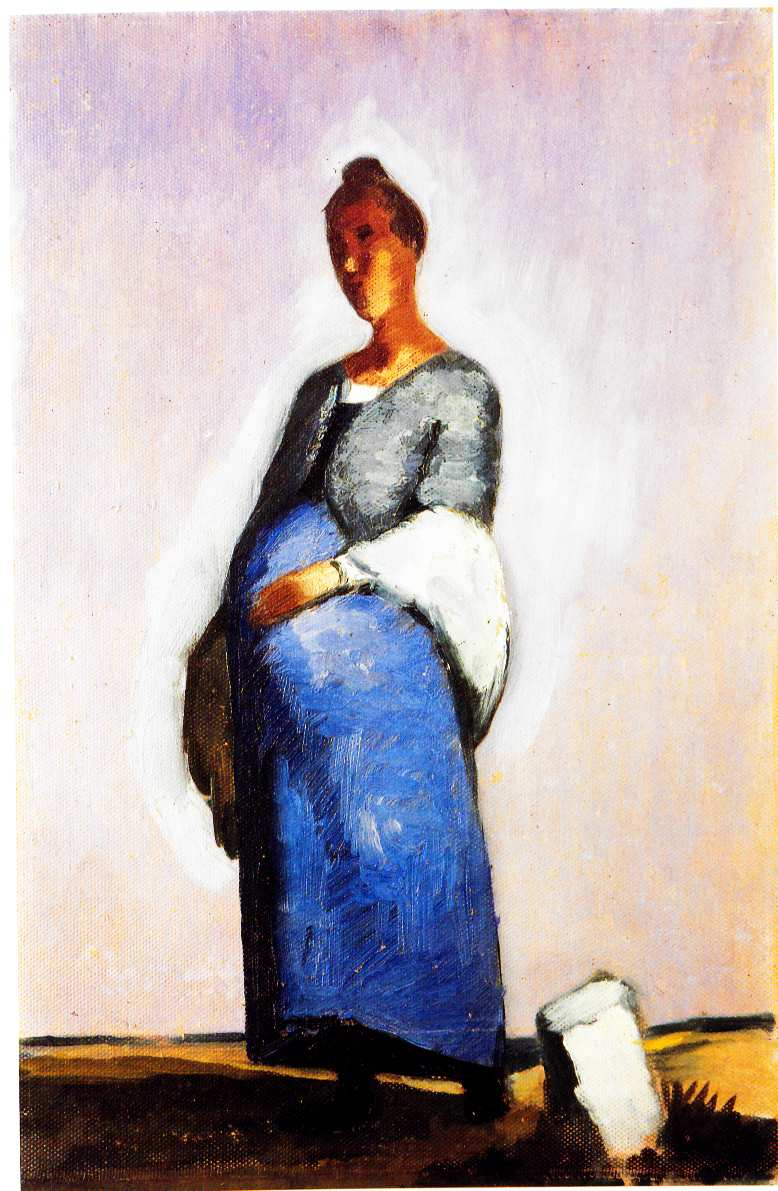
Schwangere II (1924)
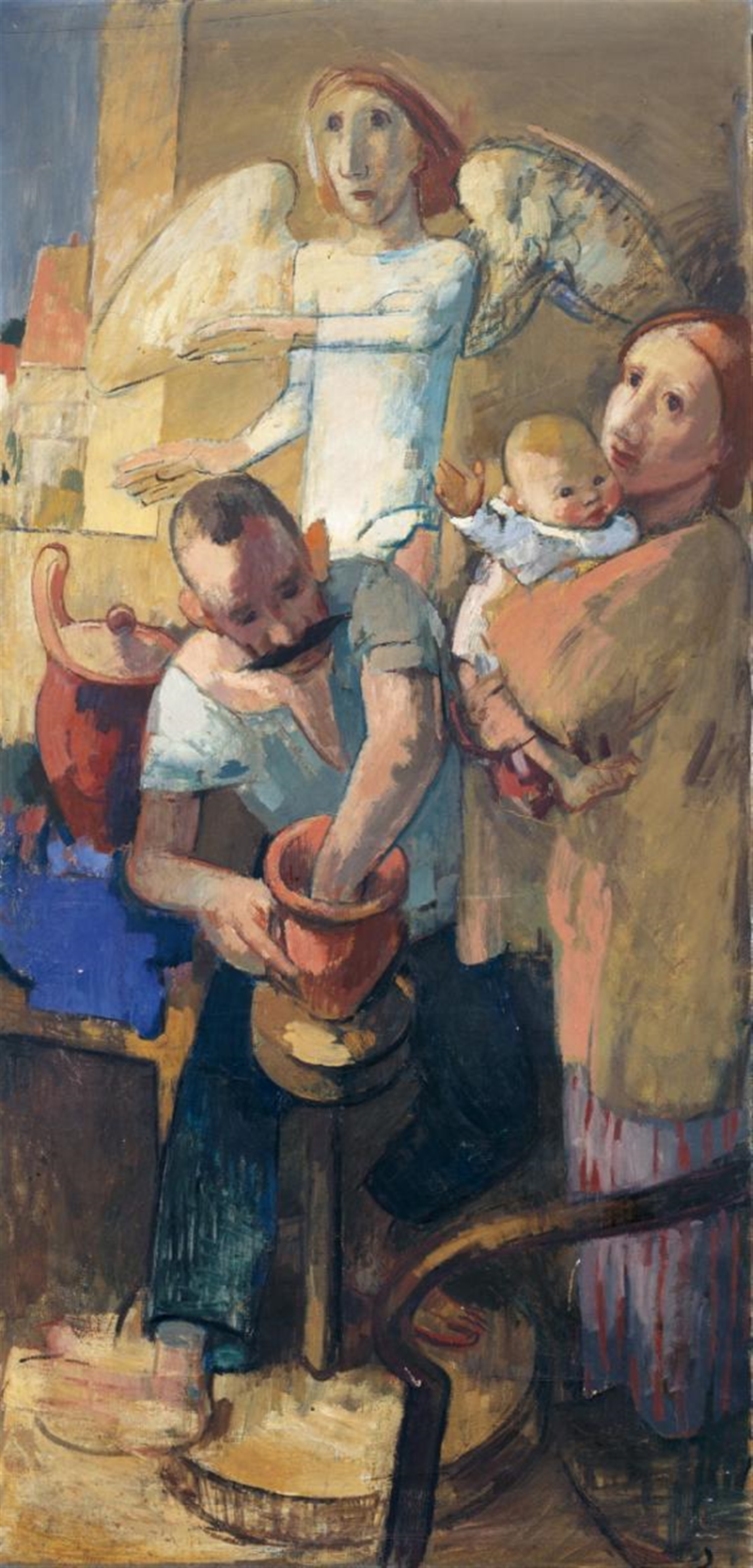
Erich Dieckmann symbolisch dargestellt als Töpfer (Bedeutung: Material- und Formgestalter) 1929

## Literatur

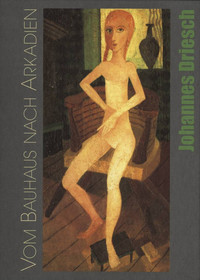
Katalog (2001): Mädchenakt (um 1921)